# Monomer

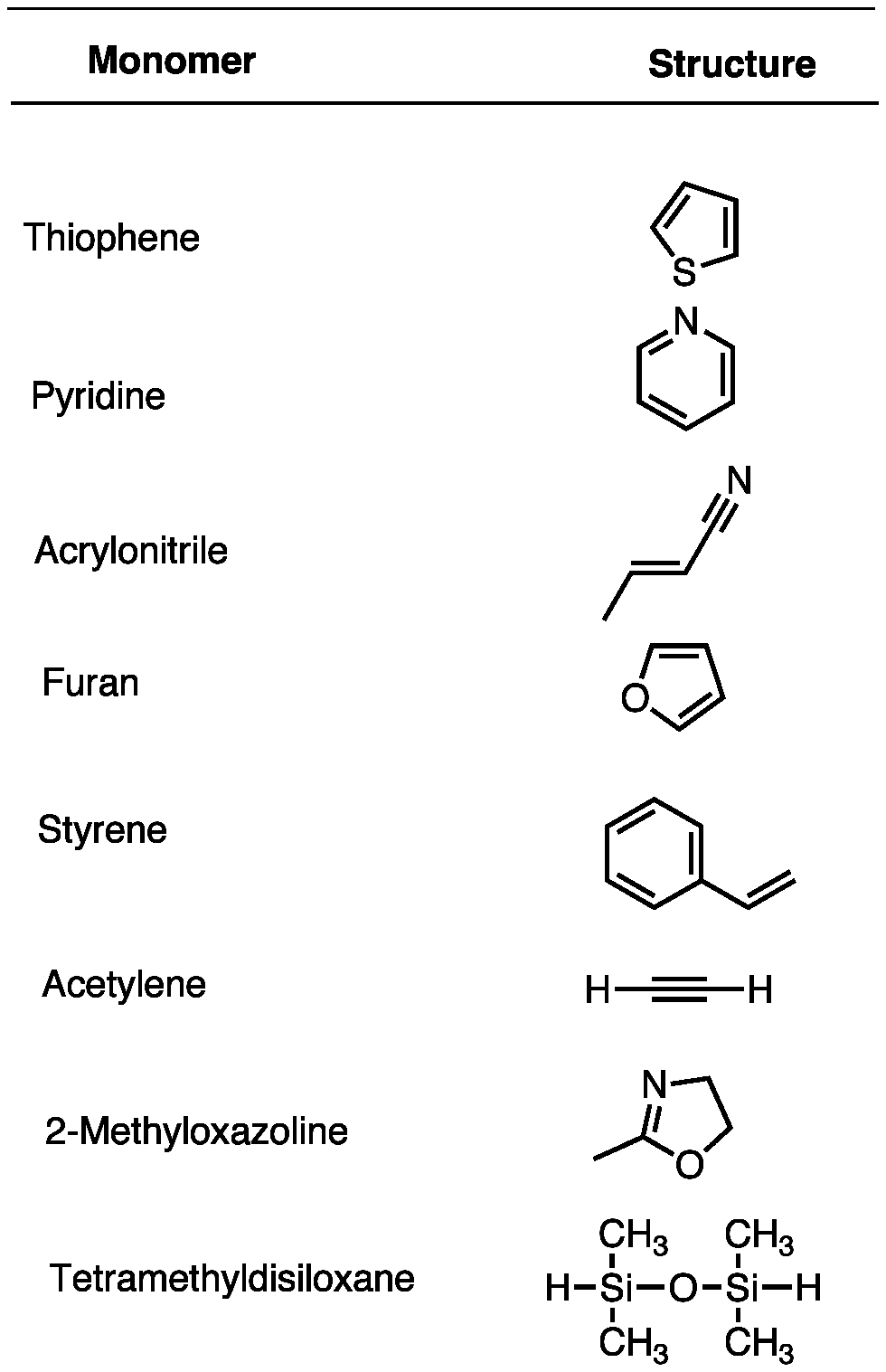
Příklady monomerů.

Monomer (z řeckého μινος - monos - jeden a μέρος - meros  - část) je nízkomolekulární sloučenina schopná polymerace nebo polykondenzace a tím vytvoření polymeru (makromolekulární látky). Jeho základní vlastností je schopnost vytvářet chemické vazby sám se sebou nebo dalšími látkami. Vznik řetězce polymeru probíhá většinou za přítomnosti katalyzátoru.
Monomer je charakteristický nejméně dvěma reaktivními skupinami, nejméně jednou vícenásobnou vazbou nebo kruhem schopným otevření, a tím získání dvou reaktivních skupin. Výchozí monomer musí být alespoň dvojfunkční, ale může být i tří-, čtyř- a vícefunkční. Dvojfunkční monomery mohou tvořit pouze lineární polymery podobné řetězcům, monomery s vyšší funkčností poskytují propojené síťové polymery.
Počet monomerních jednotek v polymeru se nazývá polymerační stupeň. S počtem monomerů se mění fyzikální a chemické vlastnosti produktu polymerace (například teplota tání, rozpustnost).
Makromolekulární látka může vzniknout z jednoho druhu monomeru (například monomer ethen nebo propen), pak vzniká homopolymer, nebo z více druhů (například monomer glukóza nebo další monosacharidy), pak vznikají kopolymery

## Dělení monomerů
- monomery přírodní a syntetické
- monomery polární a nepolární
- monomery lineární, větvené, cyklické a další

## Přírodní monomery

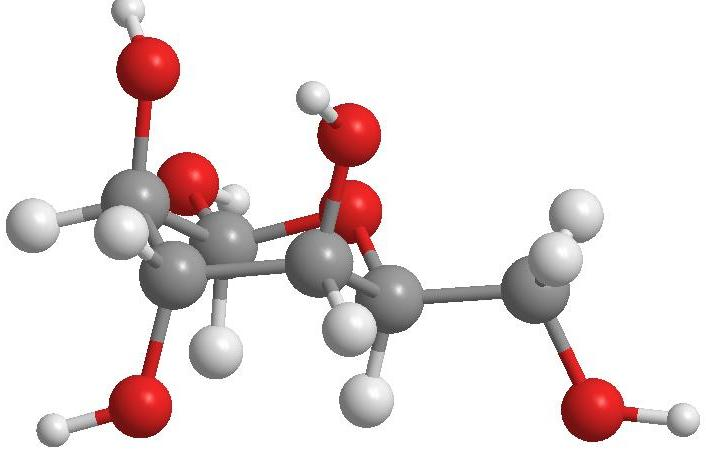
Model molekuly monomeru - D glukóza.

- Model molekuly monomeru - D glukóza.Aminokyseliny jsou monomery pro bílkoviny (proteiny). Obvykle se k produkci bílkovin používá asi 20 typů monomerů aminokyselin. Bílkoviny jsou proto kopolymery. Polymerace aminokyselin probíhá pomocí ribozomů.
- Nukleotidy jsou monomery pro polynukleové kyseliny (DNA/RNA). Čtyři různé nukleotidy jsou prekurzory DNA a RNA. Monomery nukleotidů se skládají z pentózového cukru, dusíkaté báze a fosfátové skupiny.  Monomery nukleotidů se nacházejí v buněčném jádru.
- Glukóza je jedním z monosacharidů pro sacharidy. Je nejčastějším přírodním monomerem pro celulózu, škrob a glykogen.
- Isopren je monomer, který polymerizuje na přírodní kaučuk. Nejčastěji cis-1,4-polyisopren nebo trans-1,4-polymer.

## Syntetické monomery

Model molekuly polymeru - polyethylen.

- Model molekuly polymeru - polyethylen.Ethen (H2C=CH2) je monomer pro polyethylen.
- Mezi další modifikované deriváty ethenu patří:
  - tetrafluorethylen (F2C=CF2), ze kterého se vyrábí teflon.
  - vinylchloridu (H2C=CHCl), ze kterého se vyrábí  k PVC.
  - styren (C6H5CH=CH2), ze kterého se vyrábí polystyren.
- Monomery epoxidu vytvářejí při polymeraci polymer epoxid.
- BPA je monomerní prekurzor polykarbonátu.
- Ethylmethakrylát je akrylový monomer, který polymeruje na polyakryláty.
- Syntetické kaučuky jsou často založeny na monomeru butadienu, který strukturálně souvisí s přírodním isoprenem.